# Subaru Crosstrek
La Subaru XV è un crossover SUV prodotto dalla casa automobilistica giapponese Subaru, parte della Fuji Heavy Industries (FHI), in produzione dal 2011. Sostituisce la Subaru Impreza XV presentata nel 2009. Nel mercato nordamericano è stata commercializzata col nome di Subaru Crosstrek, nome che viene adottato anche nei mercati globali con la terza generazione introdotta nel 2023.

## Descrizione e contesto
La Subaru XV è una crossover che combina un'elevata altezza da terra (22 cm), ruote di grandi dimensioni e caratteristiche da fuoristrada in un'automobile per la città. L'auto presenta le due caratteristiche che da decenni contraddistinguono quasi tutti i veicoli Subaru: un motore boxer di ultima generazione ed un sistema di trazione integrale permanente chiamato “Symmetrical AWD”, coperto da brevetto esclusivo da parte del costruttore giapponese.

## Prima generazione (2011-2018)

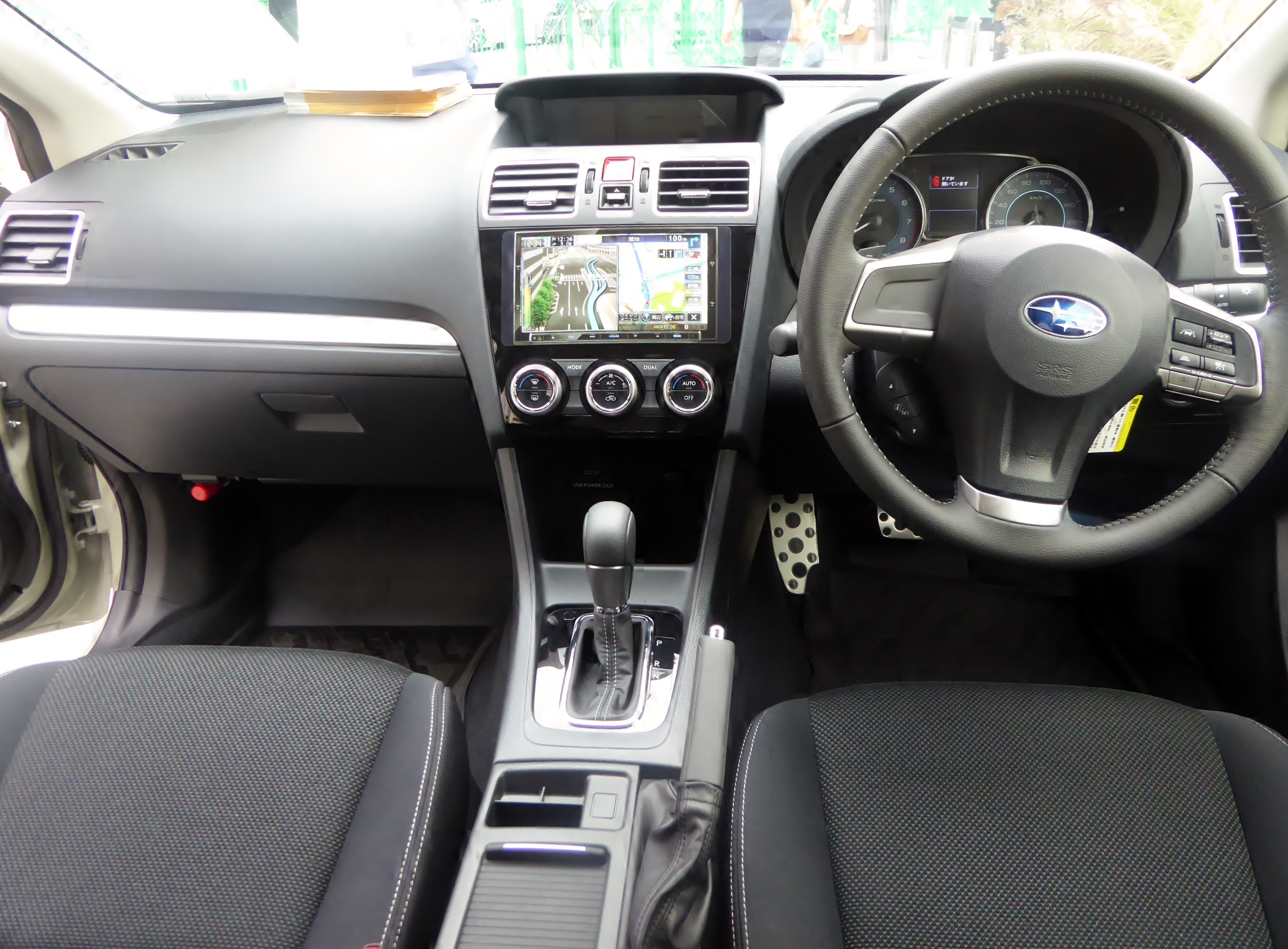
Interni di una Subaru XV prima generazione

Essendo basata sulla Subaru Impreza, la XV ha un aspetto molto simile e un'impostazione generale sportiva, ma un'altezza da terra più elevata (22 cm). Dal telaio e dalla meccanica della Impreza è stata tratta anche la terza generazione di un SUV della casa nipponica, la Subaru Forester.
Nonostante ciò mantiene un baricentro molto basso grazie all'utilizzo d'un motore boxer e quindi minor rollio ed una maggiore stabilità laterale (fattore positivo per la sicurezza alla guida) rispetto alle vetture che impiegano motori con cilindri in linea o a “V” oltre ad un'equilibraura intrinsecamente più semplice e migliore anche senza l'ausilio d'un contralbero.  Inoltre, la Subaru XV possiede quattro ruote motrici, caratteristica tipica delle Subaru (ad eccezione della Subaru BRZ, la Trezia e la Subaru Justy).
L'altezza da terra elevata, tipica dei SUV, facilita l'ingresso nell'abitacolo e la posizione di guida alta offre maggiore sicurezza e visibilità durante la guida in città. Gli interni sono completamente nuovi e vengono ripresi anche nell'ultimo modello della Subaru Forester (la MY2013).
Il volume del bagagliaio è con tutti i sedili in uso di 380 litri, che diventano 1270 litri abbattendo il divano posteriore. Il serbatoio contiene 60 litri di carburante.

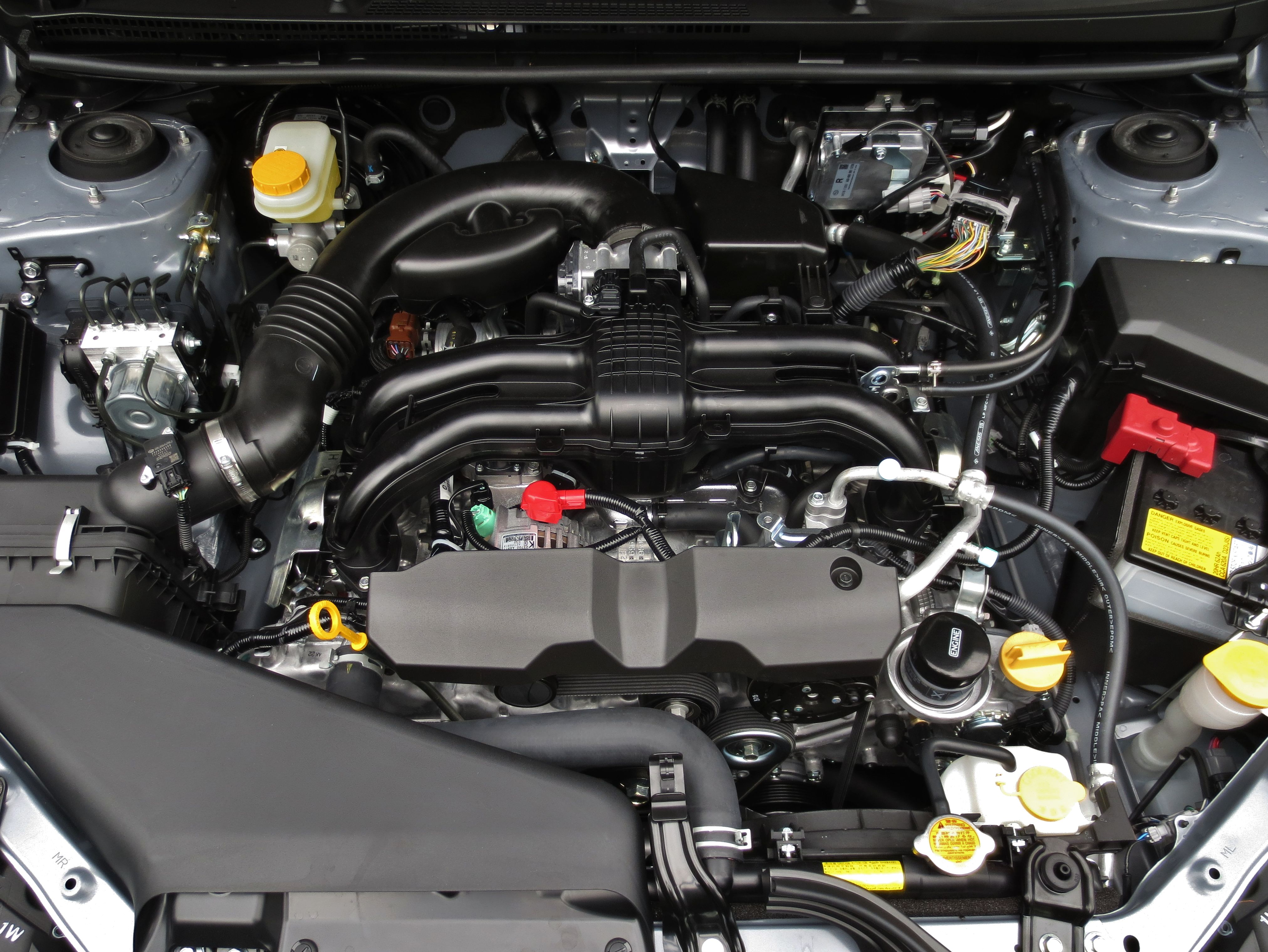
Motore 2.0i FB20 NA di una Subaru XV del 2015

L'intera gamma Subaru XV è dotata di serie del telaio di ultima generazione Dynamic Chassis Control Concept, recente tecnologia sviluppata dalla casa giapponese. La combinazione di trazione integrale con il baricentro basso del motore boxer garantisce alta stabilità e tenuta di strada. A testimonianza della sicurezza offerta dal modello c'è la valutazione di 5 stelle Euro NCAP, il punteggio massimo.

### Motorizzazioni

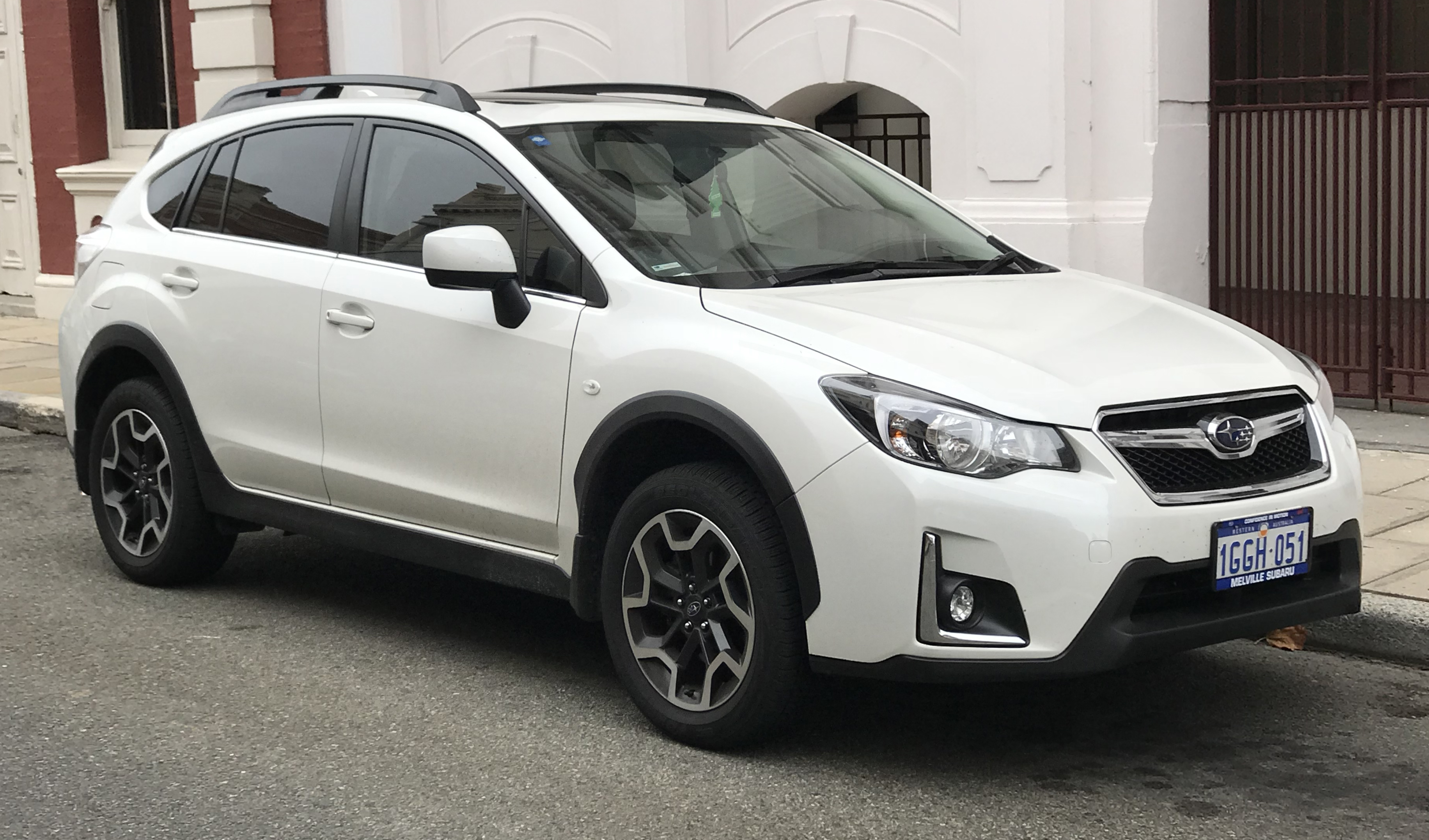
Subaru XV restyling 2016

La Subaru XV mantiene le motorizzazioni tipiche della casa giapponese, aggiungendo nel 2012 anche un motore BI-Fuel (Benzina e GPL). Il motore a benzina è disponibile come 1.600 cm³ e 2000, mentre per la versione diesel c'è il motore 2000 turbo, unico motore diesel al mondo a cilindri contrapposti.

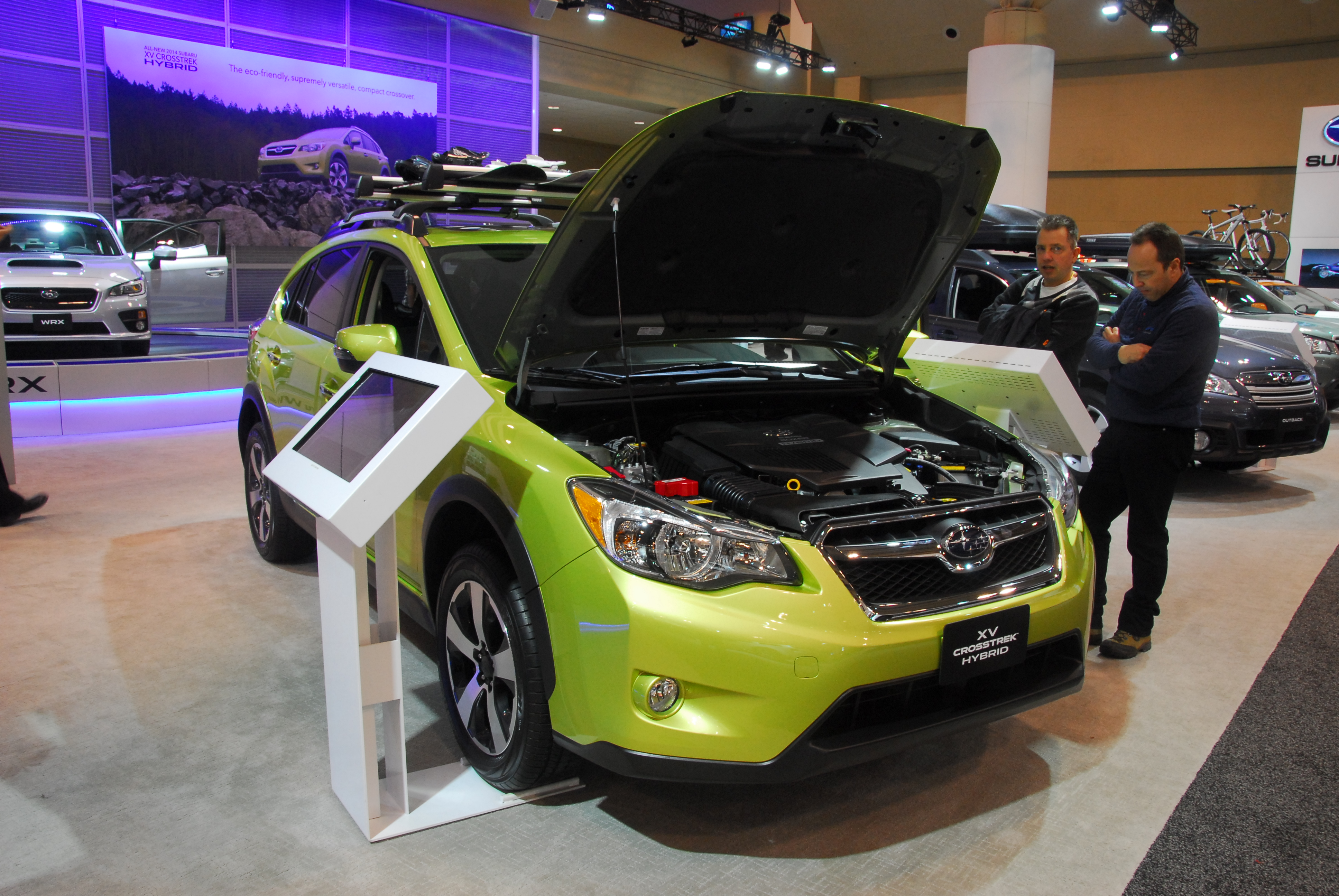
Subaru XV Crosstrek Hybrid

Il motore entry-level è un 1,6 litri aspirato tipico Subaru a benzina con architettura a 4 cilindri boxer con 84 kW/114 CV e dotato di una trasmissione manuale a 5 velocità. Inoltre è presente un altro motore boxer aspirato da 2,0 litri con 110 kW/150 CV con un cambio manuale a 6 marce. Opzionalmente per questi motori c'è una trasmissione CVT disponibili e con in funzione un sistema di start-stop per ridurre i consumi. Il diesel è un 2.0 litri boxer turbocompresso con iniezione common-rail della Subaru con 108 kW/147 CV di potenza, dotato di un cambio a 6 marce e con il filtro particolato di serie.
Al salone di Detroit del 2013 Subaru ha presentato la Subaru XV Hybrid Crosstrek, una versione ibrida che combina un motore boxer 2000 con un motore elettrico da 13 CV (10 kW e 65 Nm) che può portare il veicolo fino a 80 km/h. Questo crossover ibrido viene in prima battuta sviluppato per i mercati degli Stati Uniti e del Giappone.

### Restyling 2016
Nella primavera del 2016, il modello è stato sottoposto ad un aggiornamento nella parte estetica e meccanica.
Fuori sono presenti nuovi fari posteriori (a LED per le luci stop) con trama interna inedita e di colore ghiaccio anziché rossa, inediti paraurti con presa d'aria maggiorata, maggiori protezioni in plastica grezza e nuovi alloggi per i fendinebbia contornati da una cromatura a "L" rovesciata e nuovi cerchi in lega dalla trama simile ma con razze dallo stile a "turbina" rispetto alle precedenti dal disegno parallelo.

### Motorizzazioni
| Modello | Anni di produzione     | Motore | Cilindrata cm³ | Potenza max                     | Coppia max Nm            | Velocità Massima km/h | Accelerazione 0–100 km/h | Consumo medio (l/100 Km) | Emissioni CO2 (g/Km) |
| 1.6i    | dal 12/2011 al 01/2018 | FB16   | 1600           | 84 kW (114 CV) a 5600 giri/min  | 150 a 4000 giri/min      | 179                   | 13,1                     | 6,5                      | 151                  |
| 2.0i    | dal 12/2011 al 01/2018 | FB20   | 1995           | 110 kW (150 CV) a 6200 giri/min | 196 a 4200 giri/min      | 187                   | 10,5                     | 7                        | 160                  |
| 2.0D    | dal 12/2011 al 01/2018 | EE20   | 1998           | 108 kW (147 CV) a 4200 giri/min | 350 a 1600-2400 giri/min | 198                   | 9,3                      | 5,4                      | 141                  |

## Seconda generazione (2017-2023)

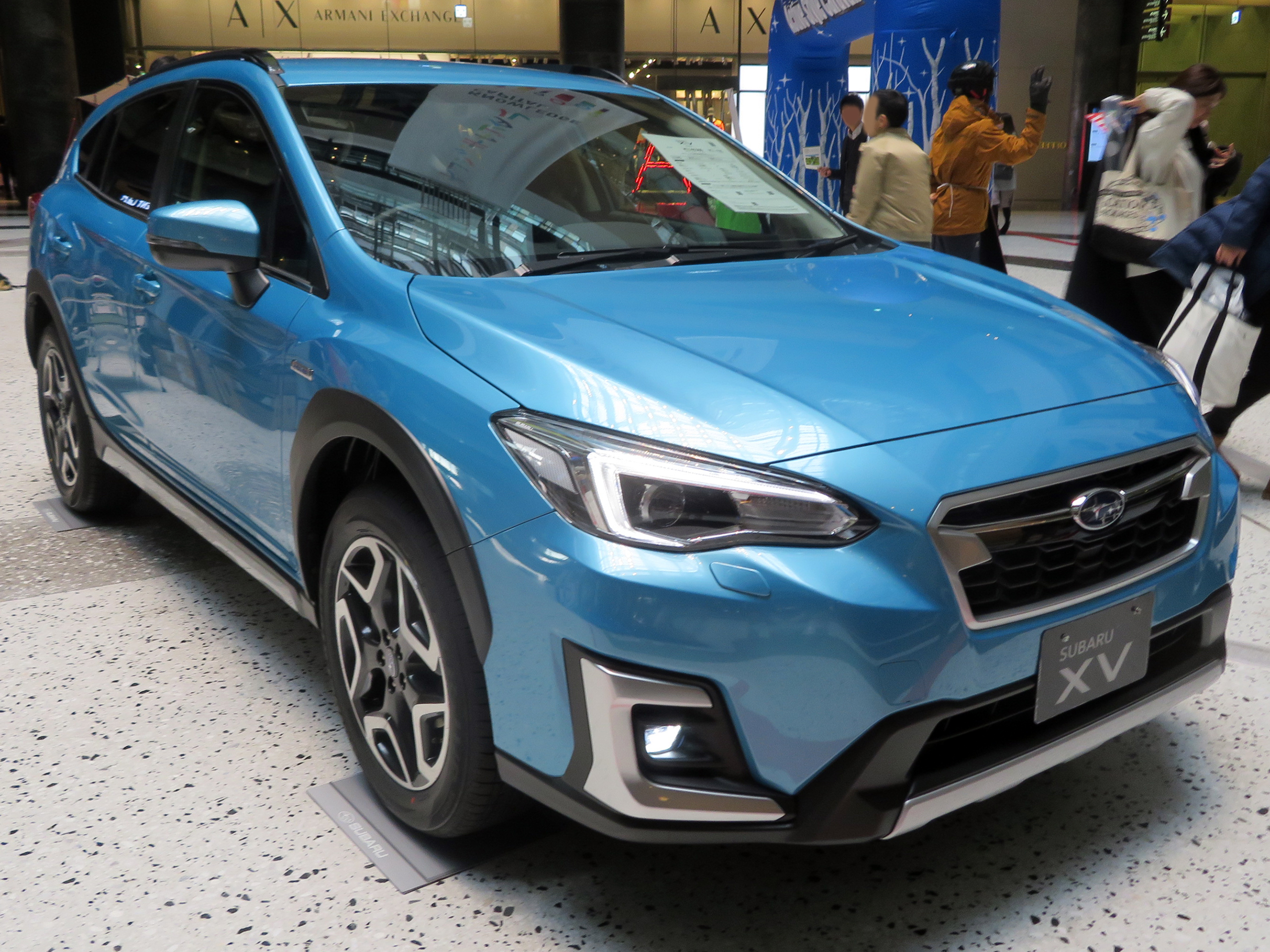
XV seconda generazione

Nel luglio 2017 viene introdotta la seconda generazione, basata su un nuovo pianale denominato Subaru Global Platform e sulla coeva generazione della Impreza a 2 volumi e cinque porte, presentata al salone di Ginevra dello stesso anno. Dalla Impreza riprende anche meccanica e motorizzazioni, con al debutto disponibile un 1,6 litri 4 cilindri boxer da 114 CV abbinato a un cambio a variazione continua CVT e alla trazione integrale permanente per il mercato europeo, mentre la Crosstrek in Nord America utilizza il motore a benzina FB20D a iniezione diretta rivisto 156 CV e 196 Nm di coppia.

### XV e-BOXER
Subaru ha presentato il propulsore ibrido e-BOXER per il mercato europeo, Forester e XV a Ginevra nel marzo 2019; l'e-BOXER integra un motore elettrico nella trasmissione a variazione continua Lineartronic per migliorare il risparmio di carburante e aumentare la potenza. La batteria del motore di trazione è posizionata sopra l'asse posteriore, migliorando il bilanciamento del peso anteriore/posteriore. Il propulsore e-BOXER presenta un FB20 modificato da 110 kW (150 CV), ma rispetto al Crosstrek Hybrid del mercato statunitense, XV e-BOXER utilizza un singolo motore elettrico da 12,3 kW (16,5 CV) potenza massima.

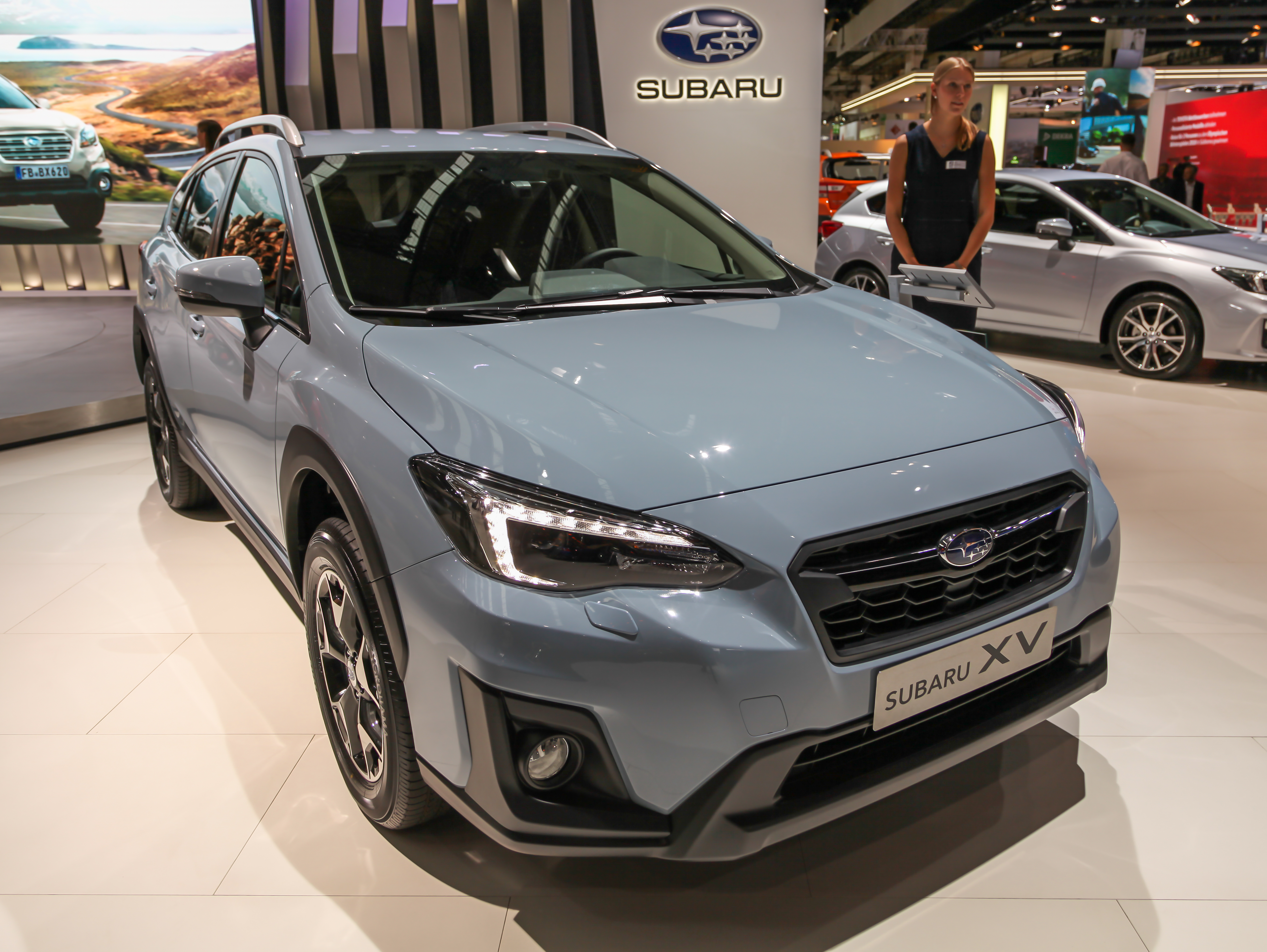
Subaru XV Restyling 2021

### Restyling 2021
A partire dall'estate del 2020, Subaru ha iniziato a vendere la Crosstrek 2021 con modifiche estetiche, un nuovo livello di allestimento, più tecnologia di assistenza alla guida e una nuova opzione motore da 2,5 litri. Il cambiamento di stile esterno più evidente è il rivestimento del paraurti anteriore inferiore più grande in plastica nera. I veicoli con finiture limitate avranno interni in pelle con cuciture arancioni. Per gli aiuti alla guida, qualsiasi Crosstrek è dotato di CVT può ottenere il cruise control adattivo e il mantenimento della corsia. I modelli Limited top di gamma riceveranno il rilevamento dei punti ciechi con assistenza al cambio di corsia più avviso di traffico trasversale, frenata di emergenza automatizzata in retromarcia e assistenza abbaglianti. La nuova offerta di motori eroga 182 CV (136 kW), 30 in più rispetto al motore standard 2.0 litri.

### Motorizzazioni
| Modello        | Anni di produzione     | Motore              | Cilindrata cm³ | Potenza max                          | Coppia max Nm       | Velocità Massima km/h | Accelerazione 0–100 km/h | Consumo medio (l/100 Km) | Emissioni CO2 (g/Km) |
| 1.6i           | dal 01/2018            | Benzina             | 1600           | 84 kW (114 CV) a 6200 giri/min       | 150 a 3600 giri/min | 175                   | 13,9                     | 6,4–6,9                  | 145-157              |
| 2.0i           | dal 01/2018 al 08/2018 | Benzina             | 1995           | 115 kW (156 CV) a 6200 giri/min      | 196 a 4000 giri/min | 194                   | 10,4                     | 6,9                      | 155                  |
| 2.5i           | dal 07/2020            | Benzina             | 2498           | 136 kW (185 CV) a 5800 giri/min      | 239 a 4400 giri/min | K. UN.                | K. UN.                   | 8,1                      | K. UN.               |
| 2.0 e-Boxer    | dal 09/2018            | Benzina + elettrico | 1995           | 110 kW (150 CV) a 5600/6000 giri/min | 194 a 4000 giri/min | 193                   | 10,7                     | 6,5                      | 149                  |
| Plug-In Hybrid | dal 12/2018            | Benzina + elettrico | 1995           | 102 kW (139 CV) a 5600 giri/min      | 182 a 4400 giri/min | K. UN.                | K. UN.                   | 2,6                      | K. UN.               |